# Municipio de Orrick
El municipio de Orrick (en inglés: Orrick Township) es un municipio ubicado en el condado de Ray en el estado estadounidense de Misuri. En el año 2010 tenía una población de 1426 habitantes y una densidad poblacional de 12,7 personas por km².

## Geografía
El municipio de Orrick se encuentra ubicado en las coordenadas 39°13′12″N 94°8′41″O / 39.22000, -94.14472. Según la Oficina del Censo de los Estados Unidos, el municipio tiene una superficie total de 112.24 km², de la cual 110.09 km² corresponden a tierra firme y (1.92%) 2.15 km² es agua.

## Demografía
Según el censo de 2010, había 1426 personas residiendo en el municipio de Orrick. La densidad de población era de 12,7 hab./km². De los 1426 habitantes, el municipio de Orrick estaba compuesto por el 97.97% blancos, el 0.21% eran afroamericanos, el 0.28% eran amerindios, el 0.14% eran asiáticos, el 0.07% eran isleños del Pacífico, el 0.21% eran de otras razas y el 1.12% pertenecían a dos o más razas. Del total de la población el 2.03% eran hispanos o latinos de cualquier raza.